# Fred Scott
Fred Scott (Fresno, 14 febbraio 1902 – Riverside, 16 dicembre 1991) è stato un attore statunitense.

## Biografia
Nato nello stato della California fu un attore celebre per i ruoli nei film western, insieme ad altri quali Al St. John, Roy Rogers, Gene Autry  e Tom Tyler. Morì nel 1991 sempre in California.

## Filmografia parziale
- Bride of the Storm (1926)
- The Grand Parade (1930)
- Il trapezio della morte (Swing High) di Joseph Santley (1930)
- Beyond Victory (1931)
- The Last Outlaw, regia di Christy Cabanne (1936)
- The Roaming Cowboy (1937)
- Buona notte amore! (1937)
- Il Canyon della morte (1937)
- The Fighting Deputy (1937)
- I predoni di El Paso (1938)
- Songs and Bullets (1938)
- La legge dei senza paura (1939)
- I moschettieri della prateria (1939)
- Two Gun Troubador (1939)
- Rodeo Rhythm (1942)